# Fadarazsak
A fadarazsak vagy fadarázsfélék (Siricidae) a hártyásszárnyúak rendjének (Hymenoptera), ülőpotrohú hártyásszárnyúak vagy növényevő darazsak alrendjének egyik családja, mely az Anaxyelidae családdal együtt alkotja a fadarázsalkatúak (Siricoidea) öregcsaládját. A növényevő darazsak legnagyobb és legfeltűnőbb alakjai tartoznak ebbe a családba, például az óriás-fenyődarázs (Urocerus gigas), mely akár a 4 cm-es hosszúságot is eléri, mellyel Magyarország és Közép-Európa legnagyobb fadarazsa. Hazánkban a csoportot 3 genus képviseli.

## Testfelépítésük
Erőteljes felépítésű, nagy termetű darazsak – első ránézésre a lódarázsra emlékeztetnek –, viszonylag kis fejükön hosszú csápok foglalnak helyet. A kifejlett alakok (imágók) rágója teljesen elcsökevényesedett, és végbelük is elzáródik, ugyanis ilyenkor már nem táplálkoznak. Torukon foglal helyet két pár fejlett hártyás szárnyuk, melyekkel zümmögve repülnek. Potrohuk hengeres, melynek végén hosszú, fejlett tojócső található, melynek segítségével a fába helyezik a petéiket. A tojócső igen kemény, szinte fúróként működik, hogy az állat képes legyen a kemény fába lerakni a nagyszámú petét (akár 1000 db). Már azt is megfigyelték, hogy olyan mélyre ás, hogy annyira erősen beleszorul a tojócső a fába, hogy a nőstény nem is képes már kihúzni, és elpusztul.

## Életmódjuk
Miután a nőstény lerakta a fába a petéket, azokból nemsokára kikelnek a fiatal lárvák, és elkezdik rágni a táplálékot adó fa belsejét. A táplálkozásuk során hosszú, akár 40 cm-es járatokat is készítenek a fában. Mivel a fa tápanyagtartalma nem túl nagy, így az étrendjük a fában élő gombákkal egészül ki. Érdekes, hogy a nőstények már a peték elhelyezésekor a fába oltják a gombát, így mire a lárvák kikelnek, már kész gombatáplálék várja őket. A fadarazsak lárvái nagyon eltérnek a többi növényi darázs jellegzetes álhernyó-típusú lárvájától. Vakok, csápjaik és torlábaik meglehetősen csökevényesek, potrohlábaik teljesen hiányoznak. Az állat haladását az utolsó potrohszelvényen lévő tüske segíti, mintegy tolókészülékként. A fában élő lárva nem mentes minden veszélytől – mint azt gondolhatnánk. A Rhyssa nem fürkészdarazsai hosszú tojócsövükkel petéiket a fadarázslárvák testébe juttatják, és a kikelő fürkészlárvák belülről kezdve falják fel azt. A lárva több éves fejlődés után bábozódik be, és egy kerek röpnyíláson át, a lehető legrövidebb úton hagyja el a fa belsejét. A kifejlett állatok aztán a nyár folyamán párzanak, a nőstények lerakják a petéiket, majd elpusztulnak. A fadarazsak elsősorban a fenyőkbe helyezik el a petéiket.

## Jellegzetes fajaik
Hazánkban több fajuk is él, melyek közül jellegzetesek és gyakoriak az óriás-fenyődarázs (Urocerus gigas) és a kék fadarázs (Sirex juvencus). Az óriás-fenyődarázs hazánk legnagyobb fadarazsa – mint azt már említettük –, elérheti a 40 mm hosszúságot. A fenyvesekben gyakori, nem válogat a fenyőfajok között, erdei, vörös-, jegenye- és lucfenyő egyaránt megfelel a számára. Színezete jellegzetes darázsszerű, fekete-sárga. A kék fadarázs valamivel kisebb, csak 30 mm nagyságot ér el. Színezete kékesfekete. Hasonlóan fenyőkbe helyezi petéit, főképp az erdei és a lucfenyőbe.

## Kártételük
A lárva furkálása káros a fára, de nem végzetes, mert a járatokban maradt rágcsáléktól továbbra is erős marad a fa. Nagyobb a kártételük akkor, amikor a fát burkoló anyagon is keresztül akarják fúrni magukat, hogy a szabadba jussanak a bábból való kikelésük után. Ilyenkor tönkretehetik a fát burkoló anyagot, legyen az fém, textília, vakolat vagy linóleum. Ismeretes, hogy még a kénsavgyártásban használt vastag falú ólomkamrákon is képesek átrágni magukat. További többletmunkát jelent a gazdaságnak, hogy a fát nem olcsó fadarazsak ellen kell kezelni különféle kémiai szerekkel.
Híres épületekben is okoztak már kárt a fadarazsak. Velencében, a Dózse-palotában rágták át magukat a fagerendákon, Bécsben a fogadalmi templom oldaltetőzetén, és egy lipcsei templom orgonasípjaiban is kárt tettek a rágcsálásukkal.